# Paul Fildes

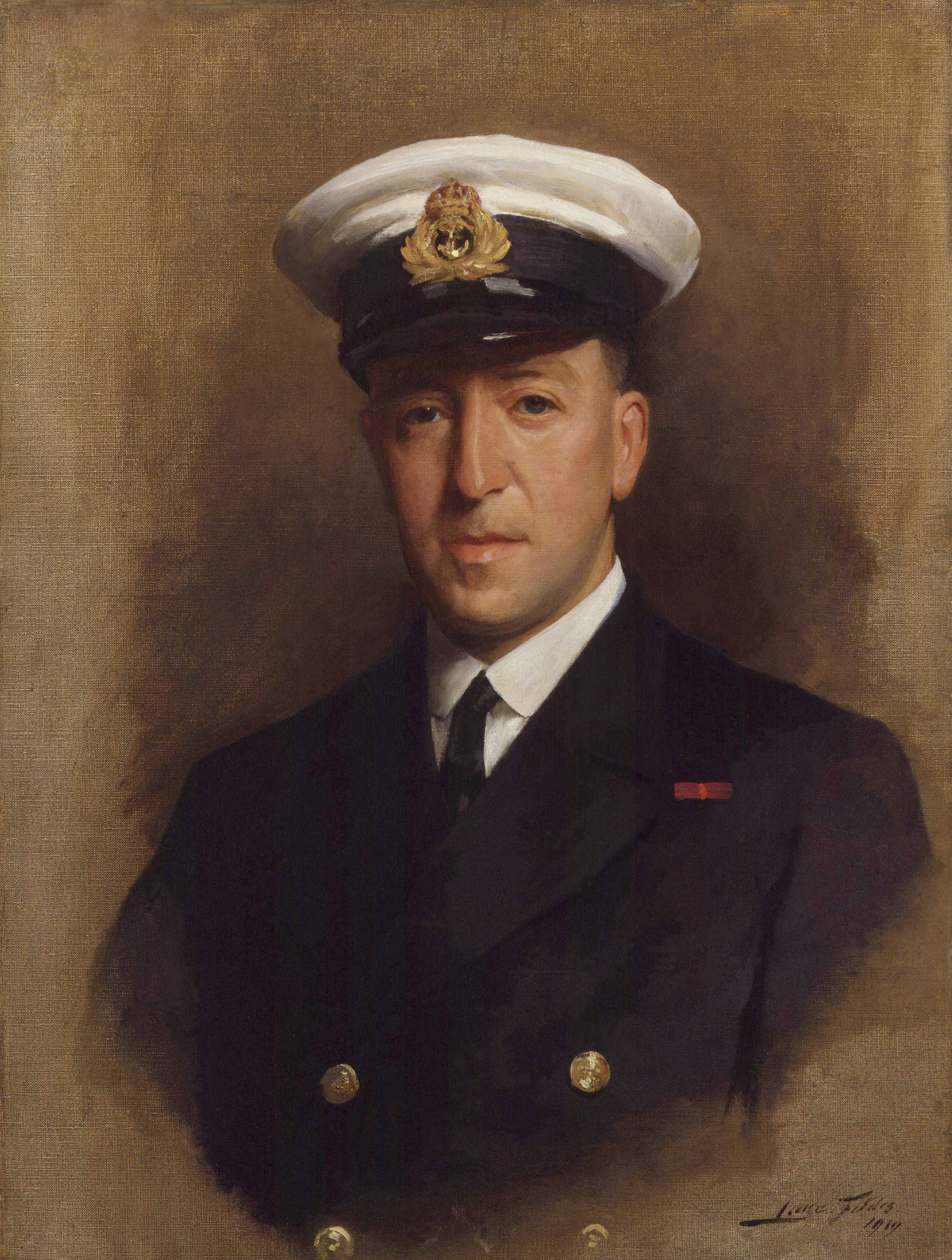
Paul Fildes, porträtiert von Luke Fildes.

Paul Gordon Fildes (* 10. Februar 1882 in Kensington, London; † 5. Februar 1971) war ein britischer Mikrobiologe und Pathologe.

## Leben
Er war der Sohn des Malers Luke Fildes (1843–1927), bekannt als Illustrator von Charles Dickens und für sein Gemälde The Doctor (1891, National Gallery of British Art), das von der tödlichen Tuberkulose-Erkrankung seines Sohns inspiriert ist. Fildes ging auf das Winchester College und studierte am Trinity College der Universität Cambridge Medizin und Chirurgie. Seine klinische Ausbildung hatte er am Royal London Hospital mit dem Bachelorabschluss in Medizin (MB) und Chirurgie (BCh) 1909. Zunächst wollte er Chirurg werden, wandte sich aber der Bakteriologie zu. Er blieb nach dem Studium zunächst am London Hospital als Assistent in Bakteriologie bei 
William Bulloch, bevor er 1934 Leiter der klinischen Bakteriologie des Medical Research Council im Middlesex Hospital wurde. Am London Hospital befasste er sich insbesondere mit der Chemotherapie von Syphilis, wobei er mit James McIntosh zusammenarbeitete. Gemeinsam veröffentlichten sie auch ein Buch über Syphilis.
1911 erschien seine umfangreiche und bahnbrechende Studie mit William Bulloch über die Bluterkrankheit, in der sie die Art der Vererbung über die weibliche Linie (rezessiv auf dem X-Chromosom) zweifelsfrei belegten.
1915 bis 1919 war er als Pathologe (und Surgeon Lieutenant-Commander) bei der Royal Navy in deren Hospital in Haslar tätig. Für sein Wirken im Ersten Weltkrieg erhielt er 1919 den OBE. 
Er klärte den Mechanismus der Pathogenität von Tetanus und befasste sich mit Marjory Stephenson, B. C. J. G. Knight und Donald D. Woods mit dem Metabolismus von Bakterien. 1940 klärte er mit Donald D. Woods den antibakteriellen Wirkmechanismus der Sulfonamide auf. 1919 war er einer der Gründer des Journal of Experimental Pathology.

## Im Zweiten Weltkrieg
Im Zweiten Weltkrieg leitete Fildes die bakteriologische Kriegführung (bzw. Abwehr bakteriologischer Kriegführung) in Großbritannien und war im ursprünglich im Ersten Weltkrieg für die chemische Kriegführung gegründeten geheimen staatlichen Forschungszentrum in Porton Down bei Salisbury tätig. Dort wurde 1941 Botulinumtoxin A präpariert, die Grundlage des späteren Medikaments Dysport. Unabhängig gelang in den USA im Biowaffenforschungslabor der US Army in Fort Dettrick eine Präparation von Botulinumtoxin A (und 1946 von Carl Lamanna die erstmalige Präparation in kristalliner Form), die die Grundlage für das spätere Botox lieferte.
1942 führte er mit Kollegen Anthrax-Experimente auf der abgelegenen schottischen Insel Gruinard durch, die danach bis zu erfolgreichen Dekontaminierungsmaßnahmen 1986 verseucht war. Er entwickelte für Großbritannien sowohl Anthrax (Agent N) als auch Botulinumtoxin (Agent X) zu biologischen Waffen und reiste in die USA, wo auf Anweisung von Winston Churchill 500.000 Anthrax-Bomben für den Einsatz gegen Deutschland produziert wurden. Außerdem plante man in der Operation Vegetarian die Vernichtung des deutschen Viehbestandes mit aus der Luft abgeworfenem, mit Anthrax präpariertem Futter. Auch nach dem Krieg war er  mit Tests von Anthrax-Bomben vor Antigua im Winter 1948 am Programm zur biologischen Kriegführung beteiligt. Die Entwicklung von Kernwaffen und Bedenken von anderen Wissenschaftlern machten das Programm aber obsolet.
Er soll in der Vorbereitung des Heydrich-Attentats (Operation Anthropoid) beteiligt gewesen sein, durch Präparierung der Handgranaten mit Botulinum-Toxin, wie Robert Harris in seinem Buch über biologische Kriegführung in Berufung auf Fildes eigene Aussage behauptet. Weder Heydrich noch zwei andere Personen (darunter einer der Attentäter Jan Kubiš), die von den Splittern getroffen wurden zeigten aber die typischen Symptome. Deshalb wird dies allgemein bezweifelt, zumal Fildes, obwohl ein gewissenhafter Wissenschaftler, außerhalb des Labors zu Aufschneidereien neigte.

## Nach dem Krieg
1946 wurde seine Forschungsgruppe am Medical Research Council erneuert. 1949 ging er in den Ruhestand, forschte aber noch dreizehn Jahre in Oxford, wo ihm Howard Walter Florey ein Labor in der Dunn School of Pathology zur Verfügung stellte. 1963 zog er nach London und verfolgte historische Interessen.
Er war Fellow der Royal Society (1934), deren Copley Medal er 1963 und deren Royal Medal er 1953 erhielt. 1950 erhielt er die Leeuwenhoek-Medaille, ebenfalls der Royal Society. 1946 wurde er geadelt, insbesondere für seine Beiträge zur Kriegführung im Zweiten Weltkrieg. 1948 erhielt er einen Ehrendoktor (Sc. D.) der Universität Cambridge und 1959 der Universität Reading.
Fildes war nicht verheiratet.

## Schriften
- Herausgeber A system of bacteriology in relation to medicine, 9 Bände, London, His Majesty’s Stationery Office, 1929, 1930
- Herausgeber mit W. E. van Heyningen The nature of virus multiplication, Cambridge University Press 1953 (Symposium of the Society for General Microbiology, Oxford 1952)
- An analysis of the results of Wassermann reactions in 1,435 cases of syphilis or suspected syphilis, Oxford University Press 1919
- mit James McIntosh Syphilis from the modern standpoint, Edward Arnold 1911
- mit James McIntosh The theory and practice of the treatment of Syphilis with Ehrlich´s New Specific 606, The Lancet, Band 2, 1910
- mit William Bulloch Treasury of Human Inheritance, Band V, VI, University of London 1911 (Hämophilie Studie)